# کلاوس تیس
کلاوس تیس (انگلیسی: Klaus Theiss؛ زادهٔ ۹ ژوئیهٔ ۱۹۶۳) بازیکن فوتبال بازنشسته اهل آلمان است.
از باشگاه‌هایی که در آن بازی کرده‌است می‌توان به باشگاه فوتبال آینتراخت فرانکفورت، باشگاه فوتبال کارلسروهه، و باشگاه فوتبال هامبورگ اشاره کرد.
وی همچنین در تیم‌های ملی فوتبال جوانان آلمان و زیر ۲۱ سال آلمان بازی کرده‌است.